# 毛阳镇
毛阳镇是中华人民共和国海南省五指山市下辖的一个镇。

## 行政区划
毛阳镇下辖以下村级行政区划单位：
牙合村、毛旦村、毛辉村、什稿村、毛阳村、牙力村、毛栈村、牙胡村、空联村、什益村、毛兴村、毛贵村、毛路村和大江南水泥厂社区。